# Puerta Collina

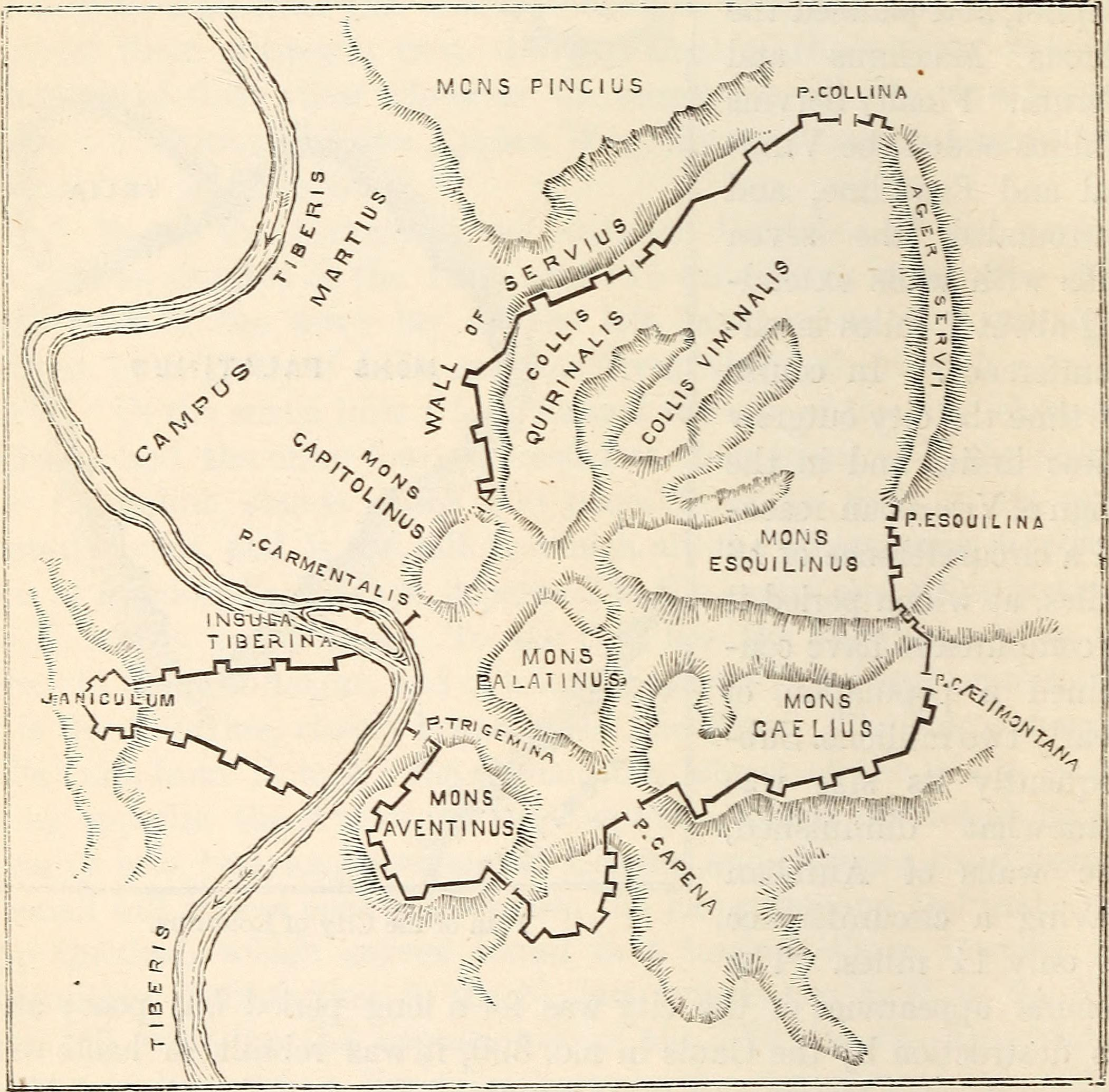
Mapa de la antigua Roma; Porta Collina al noreste

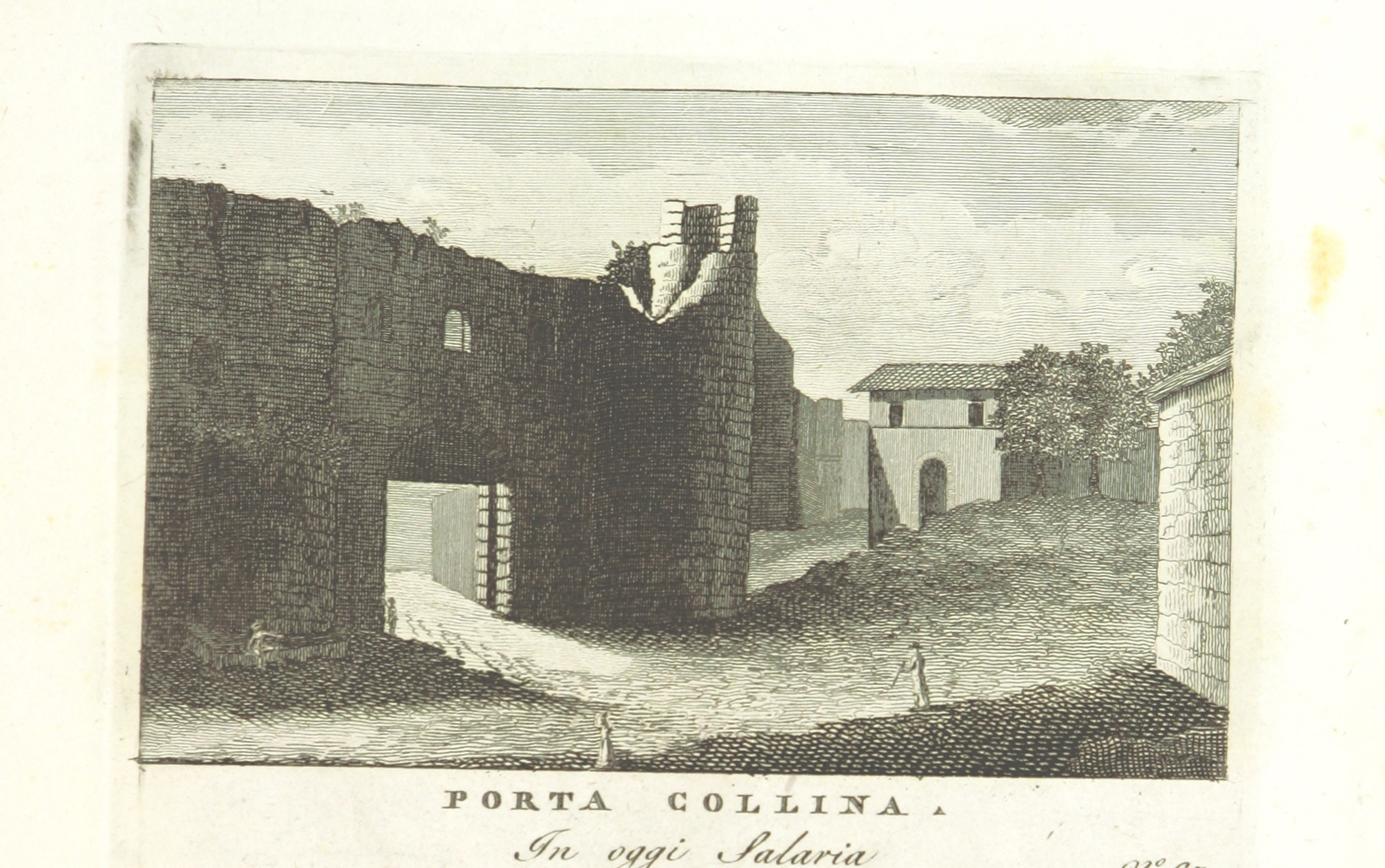
Porta Collina

La Puerta Collina (latín Porta Collina) fue un monumento emblemático de la antigua Roma, supuestamente construido por Servio Tulio, semi-legendario rey de Roma. 578-535 A.C. La puerta se encontraba en el extremo norte de la Muralla Serviana, y junto a ella había dos calles importantes, la Vía Salaria y la Vía Nomentana. Dentro de esta zona, la Alta Semita unía la Quirinal con la Porta Carmentalis. Cerca de la puerta se encontraban varios templos, entre ellos templos de Venus Erycina and Fortuna. Para una persona que estuviera frente a la puerta en el siglo III d. C., los Jardines de Salustio habrían estado a la izquierda, con las Termas de Diocleciano a la derecha.
Plutarco dice que, cuando una Vestal era castigada por violar su voto de castidad, la cámara subterránea para su entierro en vida se encontraba cerca de la Puerta del Colline. La puerta fue la sitio de una batalla decisiva durante las guerras civiles romanas de los años 80 a. C. entre las fuerzas de Cinna y Sulla.